# El gato Fritz
El gato Fritz es una serie de historietas creada por el estadounidense Robert Crumb y protagonizada por el personaje homónimo. Inicialmente llamado Fred, luego toma forma más antropomórfica, con lo cual cambia de nombre a Fritz.

## Trayectoria editorial
Originalmente aparecido en revistas revistas underground de la década de los sesenta y posteriormente en álbumes, ha gozado de variadas reediciones, como las que llevaron al secuestro de la revista española Star en su decimotercer número.

## Valoración, adaptaciones e influencia
Se ha afirmado que "El gato Fritz, en sus inquietantes aventuras, se convirtió pronto en el más demoledor crítico de una sociedad que adquiría en los animales, su historia verdadera y sin disfraces. Lo corrosivo y lo entrañable difundieron el éxito hasta llegar al cine".
Ciertamente, el personaje inspiraría dos películas: La homónima El gato Fritz y Las nueve vidas de Fritz el gato. Disconforme con la primera película de su personaje, que "le despojaba de buena parte de sus implicaciones sociológicas" Robert Crumb le dio muerte en Fritz el gato superstar, publicada en The peoples's comics en 1972. En ella, Fritz aparece como una arrogante estrella de Hollywood, a la que una mujer-avestruz despechada le destroza la cabeza con un picahielos.

## Títulos de algunos episodios
La siguiente es una lista de algunos incidentes entre los más importantes, la información se señala de la antología La vida y la muerte de Fritz el gato, parcialmente traducido al español como el Gato Fritz, el Mar Negro, 2000; esta edición contiene también Cómics e historietas en español.
- Viene fuerte el Fritz-publicado por primera vez en Help! # 22, enero de 1965
- Fred, la Chica Teen-Age Pigeon (Fred y admirador piccioncina)-publicado por primera vez en Help! # 24, mayo de 1965
- Fritz Bugs Out (Fritz corta la cuerda)-publicada a partir de octubre de 1968, sobre los números de Cavalier
- El Gato Fritz-publicado por primera vez el R. Crumb 's Head Comix, 1968.
- N el Fritz-Bueno-publicado por primera vez en el número de septiembre / octubre de 1968 Cavalier.
- Untitled-1964, publicado por primera vez el R. Crumb 's Cómics y Cuentos, 1969
- El Gato Fritz, Agente Especial de la CIA () -1965, publicado por primera vez el R. Crumb 's el Gato Fritz, 1969.
- Fritz el gato, Mago (Fritz el mago)-establecido en 1965, publicó por primera vez el prometeico de Empresa # 3, 1971.
- Fritz el gato "Superstar" (el gato Fritz: Superstar)-publicado por primera vez en The People's Comics, 1972.